# Odell Beckham Jr.
Odell Cornelious Beckham Jr. (geboren am 5. November 1992 in Baton Rouge, Louisiana), häufig OBJ abgekürzt, ist ein US-amerikanischer American-Football-Spieler auf der Position des Wide Receivers, der zuletzt für die Miami Dolphins in der National Football League (NFL) aktiv war.
Er spielte College Football für die Louisiana State University, bevor er im NFL Draft 2014 in der ersten Runde von den New York Giants ausgewählt wurde. Außerdem spielte er für die Cleveland Browns, Los Angeles Rams und die Baltimore Ravens. In der Saison 2021 gewann er mit den Los Angeles Rams den Super Bowl LVI.

## Sportliche Karriere

### Frühe Jahre
Da sich Beckhams sportliches Talent schon früh zeigte, spielte er in der Highschool neben Football auch Basketball und betrieb Leichtathletik. Er wurde im Alter von 13 Jahren eingeladen, für die U15-Footballnationalmannschaft der USA ein Probetraining zu absolvieren. Ihm wurden gleich von mehreren renommierten Universitäten, etwa der University of Mississippi (Ole Miss) oder der Tulane University, Stipendien angeboten. Er entschied sich für die Louisiana State University und spielte für deren Mannschaft, die LSU Tigers, drei Jahre lang erfolgreich College Football, wofür er auch wiederholt ausgezeichnet wurde.

### NFL
Beckham war der Erstrundenpick der New York Giants beim NFL Draft 2014. Obwohl er wegen einer Verletzung die Vorbereitung nur teilweise absolvieren konnte und die ersten vier Spiele passen musste, gelang ihm eine herausragende Saison, in der er zahlreiche NFL-Rekorde brach. Für Furore sorgte er vor allem am 23. November 2014 mit seinem zweiten Touchdown im Spiel gegen die Dallas Cowboys (28:31), einem spektakulären one-handed catch, der nicht nur als bester Fang des Jahres bezeichnet wurde, sondern bei manchen sogar als einer der besten Fänge aller Zeiten gilt. Als besondere Ehre wurde das Trikot, das er an jenem Abend trug, in die Sammlung der Pro Football Hall of Fame aufgenommen und ausgestellt.
Am 31. Januar 2015 wurde Beckham der Titel des Offensive Rookie of the Year (Offensiv-Neuling des Jahres) verliehen. Er wurde gleich in seiner Rookie-Saison in den Pro Bowl berufen. Im Mai 2015 kam er auf das Cover von Madden 2016, der American-Football-Sportsimulation für PCs und Spielkonsolen.
In der Saison 2015 bestätigte er nicht nur seine Leistungen aus dem Vorjahr, sondern zeigte mit erneut spektakulären Passfängen, dass er zu den besten Wide Receivern der NFL gehört.  In 15 Einsätzen fing er 96 Pässe für 1.450 Yards und 13 Touchdowns und wurde wieder in den Pro Bowl gewählt. Zudem brach er den Rekord von Randy Moss für die meisten gefangenen Yards in den ersten zwei NFL Spielzeiten (2.744). Im Spiel gegen die Carolina Panthers erhielt Beckham am 21. Dezember 2015 im Zweikampf mit Panthers Cornerback Josh Norman drei Personal-Foul-Strafen und wurde anschließend für ein Spiel gesperrt, weil er ihm, mit dem eigenen Helm voran, seitlich an den Kopf gesprungen war.
Nach einer weiteren herausragenden Spielzeit 2016, in der er 1.367 Yards erlaufen konnte, war die Saison 2017 für Beckham wegen eines gebrochenen Knöchels im Spiel gegen die Los Angeles Chargers bereits nach vier Partien zu Ende.
Am 12. März 2019 einigten sich die Giants darauf, Beckham im Austausch gegen einen Erst- und einen Drittrundenpick sowie den Safety Jabrill Peppers an die Cleveland Browns abzugeben.
Wegen eines Kreuzbandrisses konnte Beckham in der Saison 2020 nur die ersten sieben Spiele bestreiten.
Am 5. November 2021 wurde er von den Browns entlassen, nachdem die Browns erfolglos versuchten, ihn zu traden. Anschließend nahmen ihn die Los Angeles Rams am 11. November für die restliche Saison unter Vertrag. Am Ende der Saison 2021 gewann Beckham Jr. mit den LA Rams den Super Bowl LVI.
Im Super Bowl zog Beckham sich einen Kreuzbandriss zu, weswegen er in der Saison 2022 nicht spielte. Am 9. April 2023 einigte er sich mit den Baltimore Ravens auf einen Einjahresvertrag im Wert von bis zu 18 Millionen US-Dollar, davon 15 Millionen garantiert.
Im Mai 2024 nahmen die Miami Dolphins Beckham unter Vertrag. Aufgrund einer Knieoperation vor der Saison verpasste er die ersten vier Saisonspiele. In den folgenden Spielen kam er auf neun Passfänge für 55 Yards, bevor die Dolphins und Odell Beckham Jr. sich am 13. Dezember 2024 einvernehmlich auf eine Vertragsauflösung einigten.

### Statistik

#### Regular Season
| Saison   | Team             | Spiele                         | Spiele                         | Passspiel                      | Passspiel                      | Passspiel                      | Passspiel                      | Passspiel                      | Laufspiel                      | Laufspiel                      | Laufspiel                      | Laufspiel                      | Laufspiel                      | Fumbles                        | Fumbles                        |
| Saison   | Team             | GP                             | GS                             | Rec                            | Yds                            | Avg                            | Lng                            | TD                             | Att                            | Yds                            | Avg                            | Lng                            | TD                             | FUM                            | Lost                           |
| -------- | ---------------- | ------------------------------ | ------------------------------ | ------------------------------ | ------------------------------ | ------------------------------ | ------------------------------ | ------------------------------ | ------------------------------ | ------------------------------ | ------------------------------ | ------------------------------ | ------------------------------ | ------------------------------ | ------------------------------ |
| 2014     | New York Giants  | 12                             | 11                             | 91                             | 1.305                          | 14,3                           | 80T                            | 12                             | 7                              | 35                             | 5,0                            | 13                             | 0                              | 1                              | 1                              |
| 2015     | New York Giants  | 15                             | 15                             | 96                             | 1.450                          | 15,1                           | 87T                            | 13                             | 1                              | 3                              | 3,0                            | 3                              | 0                              | 2                              | 0                              |
| 2016     | New York Giants  | 16                             | 16                             | 101                            | 1.367                          | 13,5                           | 75                             | 10                             | 1                              | 9                              | 9,0                            | 9                              | 0                              | 3                              | 1                              |
| 2017     | New York Giants  | 4                              | 2                              | 25                             | 302                            | 12,1                           | 48T                            | 3                              | 1                              | 8                              | 8,0                            | 8                              | 0                              | 0                              | 0                              |
| 2018     | New York Giants  | 12                             | 12                             | 77                             | 1.052                          | 13,7                           | 51                             | 6                              | 5                              | 19                             | 3,8                            | 11                             | 0                              | 2                              | 1                              |
| 2019     | Cleveland Browns | 16                             | 15                             | 74                             | 1.035                          | 14,0                           | 89                             | 4                              | 3                              | 10                             | 3,3                            | 11                             | 0                              | 1                              | 1                              |
| 2020     | Cleveland Browns | 7                              | 7                              | 23                             | 319                            | 13,9                           | 43                             | 3                              | 3                              | 72                             | 24,0                           | 50T                            | 1                              | 0                              | 0                              |
| 2021     | Cleveland Browns | 6                              | 6                              | 17                             | 232                            | 13,6                           | 26                             | 0                              | 2                              | 14                             | 7,0                            | 10                             | 0                              | 0                              | 0                              |
| 2021     | Los Angeles Rams | 8                              | 7                              | 27                             | 305                            | 11,3                           | 54                             | 5                              | 0                              | 0                              | 0,0                            | 0                              | 0                              | 0                              | 0                              |
| 2022     | –                | Verletzungsbedingt vertragslos | Verletzungsbedingt vertragslos | Verletzungsbedingt vertragslos | Verletzungsbedingt vertragslos | Verletzungsbedingt vertragslos | Verletzungsbedingt vertragslos | Verletzungsbedingt vertragslos | Verletzungsbedingt vertragslos | Verletzungsbedingt vertragslos | Verletzungsbedingt vertragslos | Verletzungsbedingt vertragslos | Verletzungsbedingt vertragslos | Verletzungsbedingt vertragslos | Verletzungsbedingt vertragslos |
| 2023     | Baltimore Ravens | 14                             | 6                              | 35                             | 565                            | 16,1                           | 51                             | 3                              | 0                              | 0                              | 0,0                            | 0                              | 0                              | 1                              | 1                              |
| Karriere | Karriere         | 110                            | 97                             | 566                            | 7.932                          | 14,0                           | 89                             | 59                             | 23                             | 170                            | 7,4                            | 50                             | 1                              | 10                             | 5                              |

Beckham warf bisher außerdem 6 Pässe und brachte vier für 144 Yards und zwei Touchdowns an.

#### Playoffs
| Saison   | Team             | Spiele                                   | Spiele                                   | Passspiel                                | Passspiel                                | Passspiel                                | Passspiel                                | Passspiel                                | Laufspiel                                | Laufspiel                                | Laufspiel                                | Laufspiel                                | Laufspiel                                | Fumbles                                  | Fumbles                                  |                                          |
| Saison   | Team             | GP                                       | GS                                       | Rec                                      | Yds                                      | Avg                                      | Lng                                      | TD                                       | Att                                      | Yds                                      | Avg                                      | Lng                                      | TD                                       | FUM                                      | Lost                                     |                                          |
| -------- | ---------------- | ---------------------------------------- | ---------------------------------------- | ---------------------------------------- | ---------------------------------------- | ---------------------------------------- | ---------------------------------------- | ---------------------------------------- | ---------------------------------------- | ---------------------------------------- | ---------------------------------------- | ---------------------------------------- | ---------------------------------------- | ---------------------------------------- | ---------------------------------------- | ---------------------------------------- |
| 2016     | New York Giants  | 1                                        | 1                                        | 4                                        | 28                                       | 7,0                                      | 11                                       | 0                                        | 0                                        | 0                                        | 0,0                                      | 0                                        | 0                                        | 0                                        | 0                                        |                                          |
| 2020     | Cleveland Browns | Verletzungsbedingt kein Spiel absolviert | Verletzungsbedingt kein Spiel absolviert | Verletzungsbedingt kein Spiel absolviert | Verletzungsbedingt kein Spiel absolviert | Verletzungsbedingt kein Spiel absolviert | Verletzungsbedingt kein Spiel absolviert | Verletzungsbedingt kein Spiel absolviert | Verletzungsbedingt kein Spiel absolviert | Verletzungsbedingt kein Spiel absolviert | Verletzungsbedingt kein Spiel absolviert | Verletzungsbedingt kein Spiel absolviert | Verletzungsbedingt kein Spiel absolviert | Verletzungsbedingt kein Spiel absolviert | Verletzungsbedingt kein Spiel absolviert | Verletzungsbedingt kein Spiel absolviert |
| 2021     | Los Angeles Rams | 4                                        | 4                                        | 21                                       | 288                                      | 13,7                                     | 35                                       | 2                                        | 0                                        | 0                                        | 0,0                                      | 0                                        | 0                                        | 0                                        | 0                                        |                                          |
| 2023     | Baltimore Ravens | 2                                        | 1                                        | 4                                        | 34                                       | 8,5                                      | 12                                       | 0                                        | 0                                        | 0                                        | 0,0                                      | 0                                        | 0                                        | 0                                        | 0                                        |                                          |
| Karriere | Karriere         | 7                                        | 6                                        | 29                                       | 350                                      | 12,1                                     | 35                                       | 2                                        | 0                                        | 0                                        | 0,0                                      | 0                                        | 0                                        | 0                                        | 0                                        |                                          |

## Privates
Odell Beckham entstammt einer sportbegeisterten Familie. Sein Eltern zeigten überdurchschnittliche Leistungen in ihren jeweiligen Sportarten an der LSU, die später auch die Alma Mater ihres Sohnes werden sollte. Der Vater spielte als Runningback bei den LSU Tigers, die Mutter wurde als Mitglied der Sprintstaffeln mehrfache College-Landesmeisterin und war in der Vorbereitung für die Olympiaqualifikation, als sie mit Odell Jr. schwanger wurde. Später machte sie sich einen Namen als Leichtathletiktrainerin an verschiedenen Universitäten.
Odell Jr. hat einen jüngeren Bruder und eine Schwester. Im Februar 2022 wurde sein Sohn Zydn geboren.
Am 27. November 2022 mussten die Passagiere eines American-Airlines-Fluges das Flugzeug verlassen, weil das Flugpersonal bei Beckham einen medizinischen Notfall vermutete, er sich aber weigerte, das Flugzeug zu verlassen. Von diesem Vorfall wurde ein virales Video veröffentlicht.

## Soziales Engagement
Odell Beckham Jr. hat sich aktiv für unterschiedliche soziale Projekte eingesetzt, unter anderem für die Krebsforschung, Hungerhilfe und für Hilfsmaßnahmen nach den Überschwemmungen in Louisiana und dem Hurrikan Harvey in den Jahren 2016 und 2017. Darüber hinaus engagiert er sich für die Make-A-Wish-Foundation.